# Karl Smith (Leichtathlet)
Karl Smith (* 15. September 1959) ist ein ehemaliger jamaikanischer Hürdenläufer.
Über 110 m Hürden gewann er bei den Zentralamerika- und Karibikspielen 1978 Bronze und bei den Leichtathletik-Zentralamerika- und Karibikmeisterschaften 1981 Silber.
Bei den Commonwealth Games 1982 in Brisbane wurde er über 110 m Hürden Achter und über 400 m Hürden Neunter. Über 400 m Hürden erreichte er bei den Leichtathletik-Weltmeisterschaften 1983 in Helsinki und bei den Olympischen Spielen 1984 in Los Angeles jeweils das Halbfinale. In Los Angeles war er auch Teil der jamaikanischen Stafette, die im Halbfinale der 4-mal-400-Meter-Staffel ausschied.

## Bestzeiten
- 110 m Hürden: 13,76 s, 14. Mai 1982, Houston
- 400 m Hürden: 49,17 s, 15. Mai 1982, Houston